# Harlem Gospel Singers

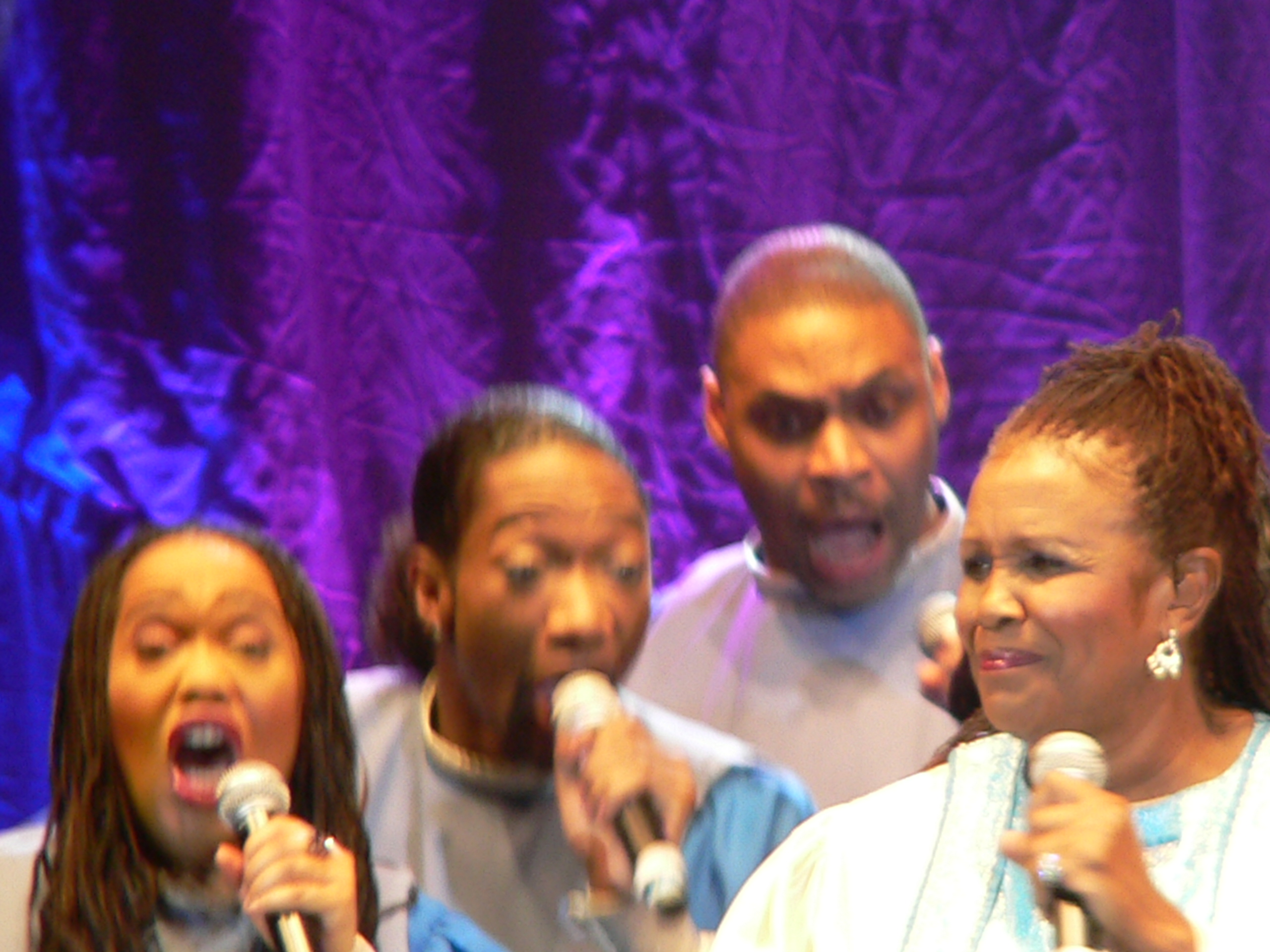
Queen Esther mit einem Teil der Harlem Gospel Singers

Die Queen Esther Marrow's The Harlem Gospel Singers (Abkürzung: The Harlem Gospel Singers) waren eine weltweit bekannte Gospel-Gruppe.
Die Musiker der Gruppe verbanden Jazz, der für Gospel typisch ist, mit Pop und R&B. 1991 wurde die Musikgruppe von der US-amerikanischen Gospelsängerin Queen Esther Marrow gegründet, die sich 2017 im Alter von 76 Jahren aus dem Showgeschäft zurückzog.  Seit der Gründung 1991 traten die Sänger in zahlreichen Kirchen und Konzertsälen auf der ganzen Welt auf, so auch im Vatikan und im Weißen Haus in Washington.